# Tangeumsee
Der Tangeumsee (koreanisch 탄금호 Tan-geum Ho, „Chungju-See“) ist ein künstlicher See nahe der Stadt Chungju in Südkorea, der durch einen Aufstau des Flusses Hangang erschaffen wurde. Auf dem See gibt es eine internationale Ruder-Regattastrecke.

## Nutzung
Der See liegt einige Kilometer flussabwärts der Talsperre Chungju, die mit einer Höhe von 98 Metern den größten Stausee Südkoreas bildet und den Abfluss des Hangang im Bereich des Tangeumsees reguliert. Die Strömung ist deshalb konstant gering, weshalb sich der See gut für Freizeitaktivitäten und Wassersport eignet.
Auf dem See ist die Regattastrecke International Tangeum Lake Regatta Course etwas oberhalb des Aufstaus gelegen. Auf dieser Strecke wurden die Ruder-Weltmeisterschaften 2013 und andere internationale Ruderregatten ausgetragen.

## Sportveranstaltungen
- Asienmeisterschaften 2007 im Rudern mit 556 Teilnehmern aus 20 Nationen[1]
- Asiatische Qualifikationsregatta zur olympischen Ruderregatta 2012 (26.–29. April 2012)[1]
- Ruder-Weltmeisterschaften 2013
- Sommerfestival
- Asienmeisterschaften 2019 im Rudern mit 355 Sportlern aus 21 Ländern